# Хэ Кэсинь
Хэ Кэси́нь (кит. упр. 何可欣, пиньинь Hé Kěxīn), родилась 1 января 1992 года в Пекине) — китайская гимнастка, двукратная олимпийская чемпионка 2008 года (в командном первенстве и выступлениях на брусьях). Имя спортсменки фигурировало в так называемом «скандале с биологическим возрастом», когда она вместе с соотечественницами и так же Олимпийскими чемпионками в командном первенстве — Цзян Юйюань и Ян Илинь, были заподозрены в том, что им, на самом деле, не 16 лет, как указано во всех документах, а 14, что недопустимо и нарушает правила, введенные МОК в 1997 году. МОК потребовал от Международной федерации гимнастики провести совместное расследование, в ходе которого были затребованы документы  китаянок, позже после предоставления китайской стороной дополнительная информация, уже более скрупулезного характера, в частности семейных фотоальбомов, школьных тетрадей, журналов и детских вещей спортсменок, скандал был замят.
Гимнастикой начала заниматься в 2006 году в одной из гимнастических школ Пекина, в 2007 году вступила в национальную сборную. В 2008 году приняла участие на некоторых этапах Кубка мира по гимнастике, трижды в Дохе, Мадриде и Котбусе добивалась побед в соревнованиях на брусьях. На Олимпийских играх 2008 года стала обладательницей двух золотых наград.